# Windber
Windber is een plaats (borough) in de Amerikaanse staat Pennsylvania, en valt bestuurlijk gezien onder Somerset County.

## Geschiedenis
Windber werd in 1897 gesticht door de broers Charles en Edward Julius Berwind, eigenaren van de Berwind Corporation, die in deze streek steenkool won.

## Demografie
Bij de volkstelling in 2000 werd het aantal inwoners vastgesteld op 4395.
In 2006 is het aantal inwoners door het United States Census Bureau geschat op 4082, een daling van 313 (-7,1%).

## Geografie
Volgens het United States Census Bureau beslaat de plaats een oppervlakte van
5,4 km², geheel bestaande uit land. Windber ligt op ongeveer 622 m boven zeeniveau.

## Plaatsen in de nabije omgeving
De onderstaande figuur toont nabijgelegen plaatsen in een straal van 12 km rond Windber.

## Overige informatie
Acteur Johnny Weissmuller woonde als kind enkele jaren in Windber.